# Monoxenus kenyensis
Monoxenus kenyensis är en skalbaggsart som beskrevs av Stefan von Breuning 1940. Monoxenus kenyensis ingår i släktet Monoxenus och familjen långhorningar.
Artens utbredningsområde är Kenya. Inga underarter finns listade i Catalogue of Life.